# Ilyushin Il-108
Ilyushin Il-108 là một đề án máy bay thương mại phản lực, do công ty Ilyushin đưa ra trong thập niên 1990.

## Tính năng kỹ chiến thuật
Đặc điểm tổng quát
- Tổ lái: 2
- Tải trọng: 1.500 kg (3.307 lb)
- Chiều dài: 15,85 m (52 ft)
- Sải cánh: 15 m (49 ft 2,55 in)
- Chiều cao: 5,50 m (18 ft 0,5 in)
- Trọng lượng cất cánh tối đa: 14.300 kg (31.526 lb)
- Động cơ: 2 × Lotarev DV-2 kiểu turbofan, 21.6 kN (4856 lbf) mỗi chiếc

 Hiệu suất bay 
- Vận tốc hành trình: 800km/h
- Tầm bay: 5390 km (9-chỗ), 4850 km (15-chỗ) (3349 mi (9-chỗ), 3013,6 mi (15-chỗ))